# La falena d'argento
La falena d'argento (Christopher Strong) è un film del 1933, diretto da Dorothy Arzner, una delle poche registe di quegli anni. La protagonista della storia è una giovane aviatrice interpretata da Katharine Hepburn.

## Trama
Cynthia Darrington, celebre e spericolata pilota di veicoli con all'attivo vari primati, si innamora di Christopher Strong, un uomo affascinante ma già sposato. Divenuta di dominio pubblico, la loro relazione getta nello sconforto più totale la famiglia di lui. Così, quando Cynthia scopre di essere rimasta incinta, preferisce precipitare con il suo aereo piuttosto che porre l'amato di fronte a una scelta tanto dolorosa.

## Produzione
Il film fu prodotto da David O. Selznick e da Pandro S. Berman, produttore associato, per la RKO Radio Pictures. Durante la lavorazione, per il film vennero usati i titoli The Great Desire e The White Moth; le riprese durarono dal 21 dicembre 1932 al 3 febbraio 1933.

## Distribuzione
Il copyright del film, richiesto dalla RKO Radio Pictures - la compagnia distributrice - fu registrato il 31 marzo 1933 con il numero LP3793. Il film venne presentato in prima a New York il 9 marzo, uscendo poi nelle sale cinematografiche USA il 31 marzo 1933 con il titolo originale Christopher Strong. Fu distribuito in tutto il mondo: in Giappone uscì nel 1934, come in Portogallo dove, con il titolo O Que Faz o Amor, fu distribuito dal 3 marzo 1934. In Turchia, venne nominato Ates böcegi, uscendo nel 1936.